# Келой
Ке́лой (Хал-Келой, Юкерч-Келой, Сярбалой, Ляшкарой, Нуохой) — один из чеченских тайпов. Келой входит в тукхум (территориальный союз) Шатой.
У тайпа «келой» имеется генеалогическое древо. Составленный на арабском языке ещё до революции, документ состоит из полутора десятков страниц, на которых изображены несколько сегментов тайпа, ведущих свое происхождение от праотца по имени Богура из горного села Хал-Келой. Вачагаев М. халкелойцев включил в общество Шуотой как отдельный тайп, однако халкелойцы это жители одноимённого селения и относятся к тайпу Келой.
Нуохой — ветвь тайпа келой. Имеется гора Нухойн лам (Нухойн лам) «Нухойцев гора», на топографической карте 1984 года гора обозначена как Нуйкорт. Некоторые исследователи ошибочно относят род к соседнему обществу чеберлой.

## Состав
- Арси гар[11]
- Бохур гар[11]
- Йай гар[11]
- Олхаз гар[11]
- Ӏели гар[11]
- Шутур гар[11]

## Расселение
Члены тайпа проживают в селах Гойты, Алхан-Кала, Шатой, Хал-Келой, Келой-Юрт, Дуба-Юрт, Дачу-Борзой, Урус-Мартан, Чири-Юрт, Старые-Атаги, Гехи, Юкъерч-Келой, Кулары, Долинский, Шаро-Аргун, Улус-Керт.
Исторические земли общества Келой, включают в себя несколько сёл и хуторов, такие как Хал-Келой, Юкерч-Келой, Келой-Юрт, Нуй, Сярбалой, Сона, Лешкорой, Буккузие, Шаро-Аргун, а также имели горы Нуй-корт, Халкелой лам, Сярбалой лам, речка Келой-Ахк.

## Известные представители
- Ваха Арсанов — бывший вице-президент ЧРИ[17].
- Зелимхан Яндарбиев — в 1996—1997 годах исполнял обязанности президента самопровозглашённой Чеченской Республики Ичкерия[18].
- Семья Царнаевых[18].
- Газабаев, Шахид-Хаджи — муфтий духовного управления I мусульман ЧИР; член Временного Высшего Совета ЧИР; народный депутат I ЧИР[19].
- Семья Янгулбаевых[20].